# 38 Ophiuchi
38 Ophiuchi är en blåvit stjärna i huvudserien i stjärnbilden Ormbäraren.
38 Ophiuchi har visuell magnitud +6,81 och kräver fältkikare för att kunna observeras. Den befinner sig på ett avstånd av ungefär 510 ljusår.